# Kirchberg bei Mattighofen
Kirchberg bei Mattighofen là một đô thị ở huyện Braunau am Inn bang Oberösterreich, nước Áo. Đô thị này có diện tích 15,79 km², dân số thời điểm ngày 31 tháng 12 năm 2005 là 1014 người..